# DIEMA

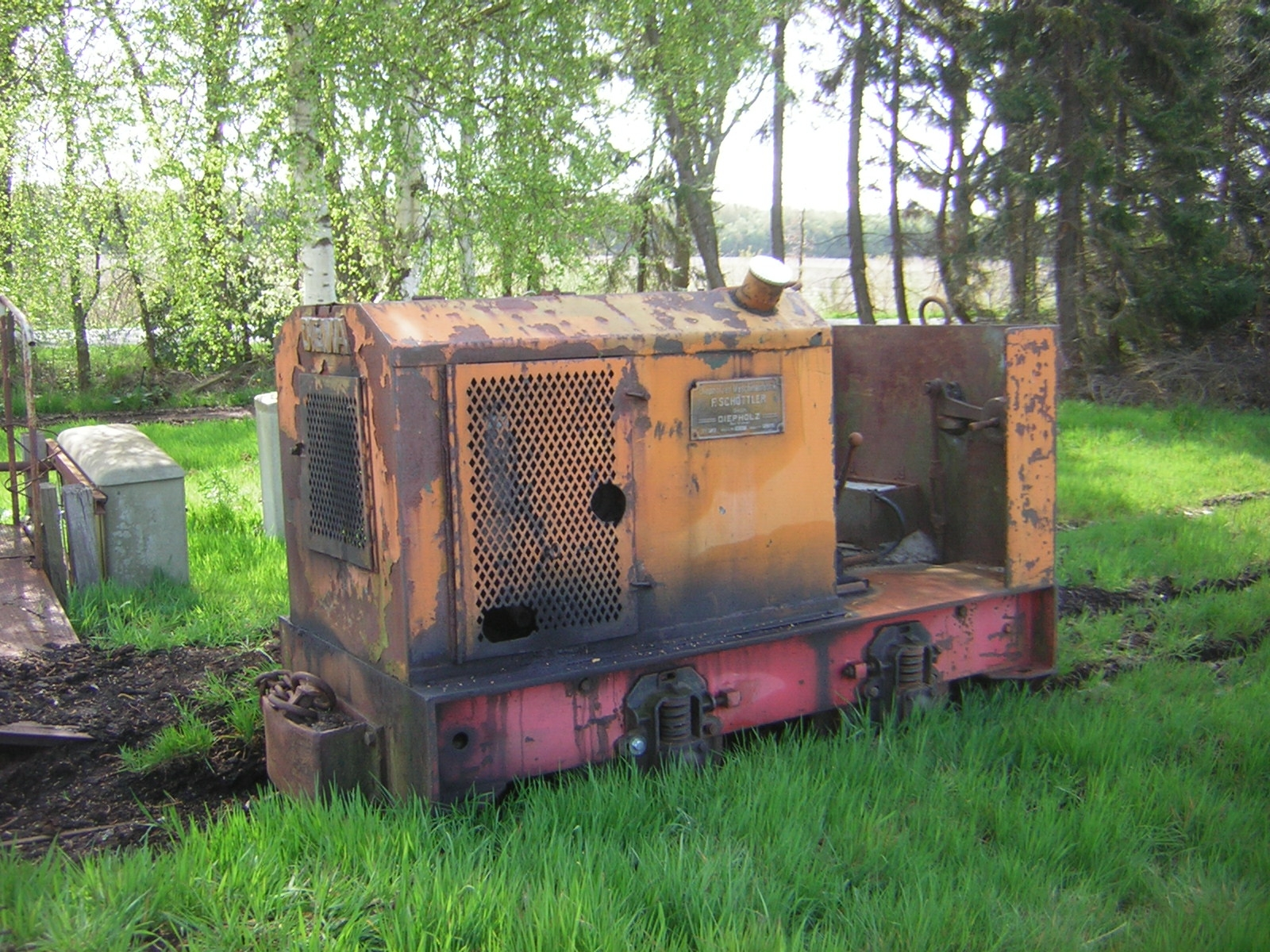
Diema DL 8

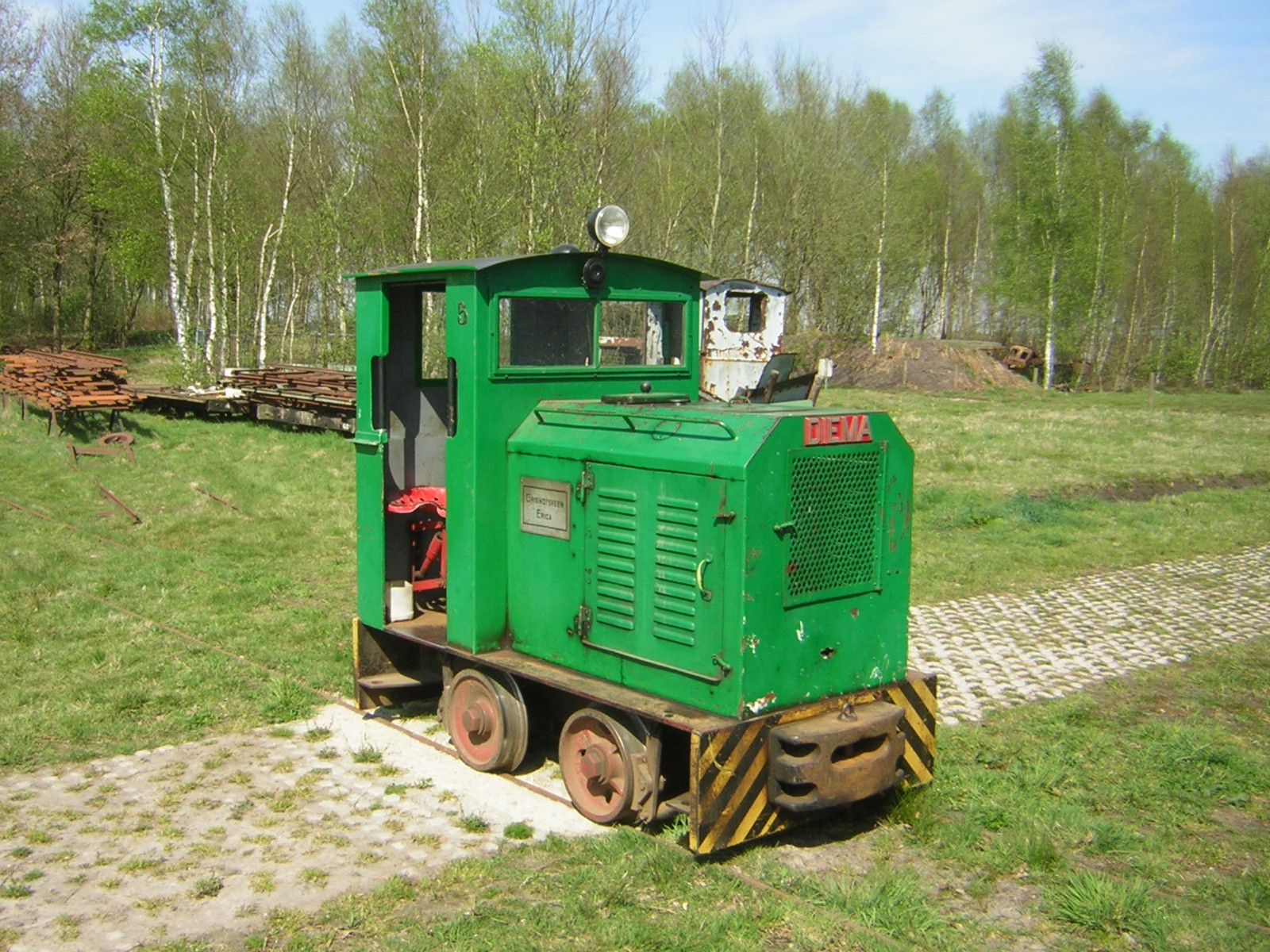
Diema DS 12

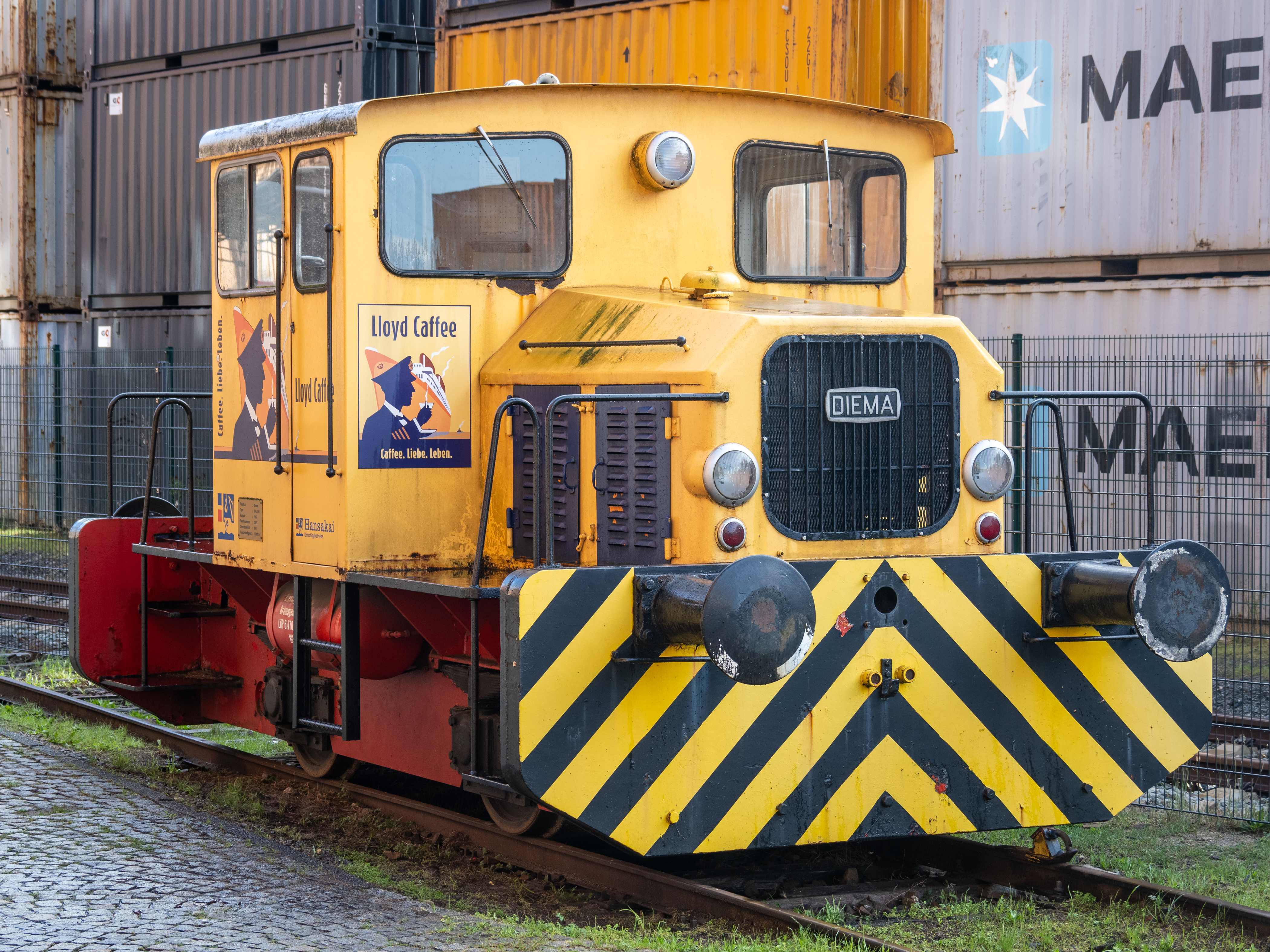
Diema DVL-150

Diepholzer Maschinenfabrik Fritz Schöttler GmbH (Diema) was naast SCHÖMA een van de bekendste veldspoorfabrikanten in Duitsland. De fabriek was gevestigd in Diepholz. Het bedrijf produceerde voornamelijk locomotieven voor veld-, turf- en mijnbouwspoor. Meestal waren deze locomotieven met een dieselmotor uitgerust, maar ook met accumulatoren. Tevens maakte men vanaf 1960 normaalsporige rangeerlocomotieven.

## Geschiedenis
In 1879 werd de Diepholzer Maschinenfabrik opgericht die hoofdzakelijk landbouwmachines bouwde. In 1913 ging de firma over naar de drie zonen Fritz, Christoph en Heinrich die er een OHG (offene Handelsgesellschaft) van maakten. Heinrich die een elektronica-ingenieur was, begon al snel met een eigen firma. In 1924 begint de productie van veldspoorlocomotieven. Christoph Schöttler verlaat in 1929 de firma en richt ook in Diepholz de firma Christoph Schöttler Maschinenfabrik GmbH (SCHÖMA) op. Ondanks dat men vanaf 1990 nog veel locomotieven kon exporteren ging de firma in 1993 failliet.

## Rollend Materieel
Diema heeft de volgende types rollend materieel gebouwd:

### Locomotieven
- Type DL, lichte smalspoorlocomotieven met liggende dieselmotor, aangedreven door een ketting.
- Type DS, de standaardsmalspoorlocomotieven met staande dieselmotor, voorzien van tandwiel- en krukasoverbrenging.
- Type DTL, diesellocomotieven voor tunnels.
- Type DFL, veldspoor diesellocomotief.
- Type DGL, de mijnbouw diesellocomotieven.
- Type EGL, de mijnbouw elektrische locomotieven.
- Type DVL, de normaalsporige rangeerlocomotieven. bijvoorbeeld: Stadtwerke Leer DVL.

### Overig
- draisines, type DD.
- Zelflossende kiepwagens:
  - Type GT, eigen aandrijving. Een op twee draaistellen rustend frame met aan de uiterste zijden kiepers met in het midden een motor met machinistenhuis erboven.
  - Type HK, getrokken, met in de wagen ingebouwde elektrohydraulische aandrijving.
  - Type HFT, getrokken, met in de locomotief ingebouwde hydraulische pomp.